# Greg Zglinski

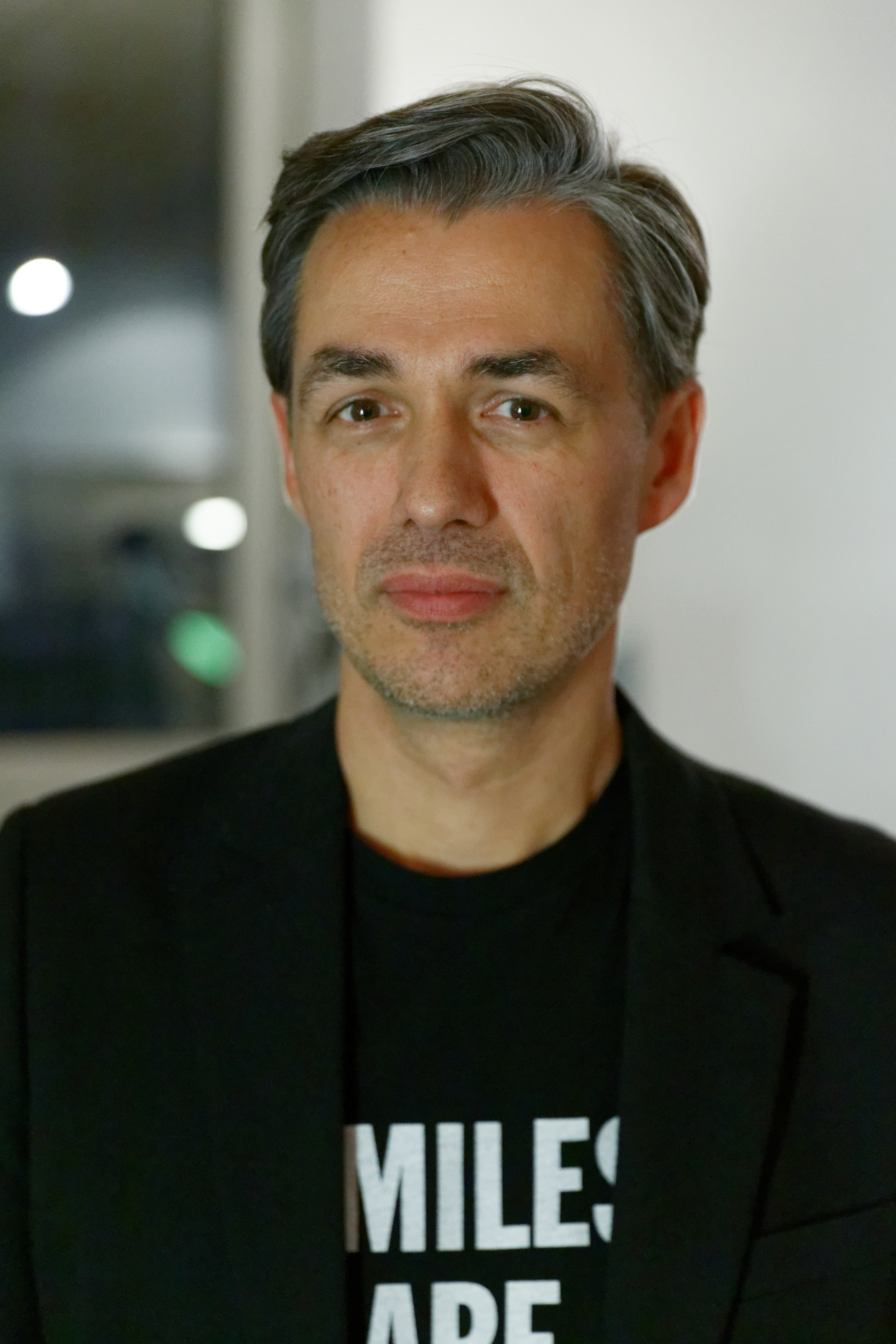
Greg Zglinski (2017)

Greg Zglinski (eigentlich Grzegorz Zgliński; * 8. April 1968 in Warschau, Polen) ist ein polnischer Filmregisseur und Drehbuchautor.

## Leben
Zglinski wurde 1968 in Warschau geboren und lebte 15 Jahre in der Schweiz, wo er als Gitarrist und Bassist in Rockformationen tätig war. Er besuchte die Pantomimeschule und Schauspielschule in Zürich und Sprachschulen in Frankreich und Australien. Von 1992 bis 96 absolvierte er im Departement Filmregie und unter künstlerischer Leitung u. a. von Krzysztof Kieślowski die Filmhochschule in Łódź. Auf den 61. Filmfestspielen von Venedig wurde er 2004 mit seinem schweizerisch-belgischen Debütkinofilm Kein Feuer im Winter ausgezeichnet, der Film wurde 2005 als Bester Spielfilm mit dem Schweizer Filmpreis prämiert. Sein zweiter, in Polen produzierter Spielfilm Wymyk gewann 2011 Hauptpreise auf Filmfestival Warschau und Internationalen Filmfestival Vilnius und wurde für den Polnischen Filmpreis nominiert. Zglinksi war als Regisseur für die mehrfach ausgezeichneten populären Fernsehserie Londyńczycy tätig, außerdem führte er in der sehr gut aufgenommenen Krimiserie Paradoks Regie und zeigte sich für das Drehbuch verantwortlich, mit den gleichen Aufgaben war er 2014 für die Serie Zbrodnia, der ersten von AXN (Sony Pictures) in Mitteleuropa produzierten Fernsehserie, betraut. 2015 drehte er in der Schweiz einen Spielfilm mit dem Titel Liebe bis in die Nacht, der mit großem Erfolg auf TSR und ARTE gezeigt wurde. Im folgenden Jahr drehte er den schweizerisch-polnisch-österreichischen Kinofilm Tiere, der im Februar 2017 auf der Berlinale uraufgeführt wurde. 2020 führte er für drei Folgen in der US-amerikanischen Fernsehserie Absentia Regie.
Er ist Mitglied der Polnischen und der Schweizer Filmakademie.
Greg Zglinski war mit der Schauspielerin Gabriela Muskała verheiratet, von der er sich 2015 scheiden ließ. Sie haben einen gemeinsamen Sohn namens Michael.

## Filmografie
- 1987: Rummel (Kurzfilm)
- 1989: Outtime (Kurzfilm)
- 1992: Sputnik (Kurzfilm)
- 1993: QB (Dokumentarfilm)
- 1994: Den Berg bezwingen (Dokumentarfilm)
- 1994: Guilt (Kurzfilm)
- 1995: Vor der Dämmerung (Kurzfilm)
- 1997: Das Leben von Lodz (Kurzfilm)
- 2001: Nach seinem Ebenbild (Regie und Drehbuch, Kurzfilm)
- 2004: Kein Feuer im Winter (Regie und Drehbuch, Tout un hiver sans feu)
- 2007: Na dobre i na zle (Regie, Fernsehserie 3 Folgen)
- 2007: Pitbull (Regie, Fernsehserie, 4 Folgen)
- 2009: Londyńczycy (Regie, Fernsehserie, 5 Folgen)
- 2011: Wymyk
- 2012: Paradoks (Fernsehserie, Regie. 6 Folgen und Drehbuch, 9 Folgen)
- 2014: Zbrodnia (Regie und Drehbuch, Fernsehserie, 3 Folgen)
- 2016: Liebe bis in die Nacht (Regie)
- 2017: Tiere (Regie und Drehbuch, Animals)
- 2019: Dynastie Knie: 100 Jahre Nationalcircus (Regie, Dokumentarfilm)
- 2020: Absentia (Regie, Fernsehserie, 4 Folgen)

## Auszeichnungen
- Goldener Löwe: Nomination in der Kategorie Bester Spielfilm für Kein Feuer im Winter (2004)
- Schweizer Filmpreis in der Kategorie Bester Spielfilm für Kein Feuer im Winter (2005)